# Firenze Statuto
Firenze Statuto (włoski: Stazione di Firenze Statuto) – przystanek kolejowy we Florencji, w regionie Toskania, we Włoszech. Posiada 2 perony.